# Les Onze Mille Verges (film)
Pour plus de détails, voir Fiche technique et Distribution.
Les Onze Mille Verges est un film français réalisé par Éric Lipmann en 1974 et sorti en 1975, adapté d'après le roman de Guillaume Apollinaire Les Onze Mille Verges.

## Synopsis
Romain Marchand, jeune cadre dans une banque, est le lointain descendant du prince Mony Vibescu (condamné au XIXe siècle au supplice des onze mille verges pour n'avoir pas pu satisfaire vingt fois de suite une de ses conquêtes). Comme il se désespère de la froideur amoureuse de sa fiancée Florence, il se réfugie dans ses rêves et y revit les aventures sulfureuses de son aïeul. 

## Fiche technique
- Titre : Les Onze Mille Verges
- Réalisation : Éric Lipmann
- Scénario et dialogues : Éric Lipmann, d'après le roman éponyme de Guillaume Apollinaire
- Photographie : Bernard Joliot
- Musique : Michel Colombier
- Son : Alain Curvelier
- Décors : Claude Pignot
- Montage : Renée Lichtig
- Production : Bernard Lapeyre et Adolphe Viezzi
- Direction de production : Jean-Marc Garouste
- Assistant réalisateur : Patrick Jamain
- Pays de production :  France
- Format : couleur - Mono
- Genre : érotique
- Durée : 95 minutes
- Date de sortie : 
  - France : 5 novembre 1975

## Distribution
Par ordre de crédits au générique
- Yves-Marie Maurin : Romain
- Florence Cayrol : Florence / Cuculine
- Marion Game : Hélène
- Jenny Arasse : Natacha
- Bernadette Robert : Alexine
- Guy Bertil : Tristan
- Sylvain Lévignac : Cornaboeux
- Robert André : Le concierge
- Martine Azencot : Françoise
- Sue Barton : Haydin
- Claudie Bird : Nadège
- Martine Capdevielle : Wanda
- Michel Dauba : Le groom
- Jacques Disses : Le barman
- Pierre Frag : La chaloupe
- Michel Francini : Igor
- Laurence Imbert: L'infirmière
- Bernadette Lompret : Sergei
- Louis Navarre : L'ambassadeur et le général
- Piéral : La cantatrice
- Eva Quang : Le Chinois
- Jacques Salvaterra : Le chasseur alpin
- Bernard Cenzi : Le blessé
- Van de Duong : Le Japonais
- Anne Varèze : Estelle
- Nathalie Zeiger : Madeleine
- Elis Dunja : La cosey-corner-girl #1
- Martine Linares : La cosey-corner-girl #2
- Émilie Mathis : La cosey-corner-girl #3
- Lydia Urtreger : La cosey-corner-girl #4
- Jean-Claude Brialy :  Le client de la galerie d'art